# Castillo de San Felipe de Lara
Castillo de San Felipe de Lara (ofta bara kallad Castillo de San Felipe) är ett spanskt kolonialfort vid inloppet till Izabalsjön i östra Guatemala. Izabalsjön är ansluten till Karibiska havet via floden Dulce och sjön El Golfete. Fortet var strategiskt beläget vid flodens smalaste punkt och användes av spanjorerna i flera århundraden, under vilken tid pirater plundrade och förstörde det vid flera tillfällen.
Fortet är uppsatt på Guatemalas tentativa världsarvslista och är en populär turistdestination.

## Turism och skydd
Den 23 september 2002 sattes fortet upp på landets tentativa världsarvslista. Det sköts av Guatemalas Turistinstitut (INGUAT – Instituto Guatemalteco de Turismo) och är en av de populäraste turistdestinationerna i Río Dulce nationalpark. En betydande ökning av antalet besökande turister skedde 2001–2003, av dessa var 90% inrikes besökare. Besöksstatistiken denna period visar en uppgång från 45 652 turister 2001 till strax över 156 000 besökare 2003.
Fortet skadades svårt av en jordbävning den 11 juli 1999, och fick ett antal sprickor i murarna. Flodvattnet kring fortet är starkt kontaminerat med coliforma bakterier genom lokala föroreningar.

## Historia
San Felipe har haft en kontinuerlig bosättning sedan den mesoamerikanska mittklassiska perioden (omkring 1000–400 f.Kr.) och var fortfarande befolkad när spanjorerna anlände till regionen i mitten av 1500-talet.
Castillo de San Felipe byggdes för att skydda San Antonio de las Bodegas hamn på Izabalsjöns sydsida från återkommande piratattacker, främst av engelska pirater. Efter nattens inbrott, blockerades passagen i floden in till sjön av en stor kedja som korsade floden från fortet till flodbanken på andra sidan. San Antonio var huvudhamnen för att ta emot spanska skepp med gods till Generalkaptenskapet Guatemala och hade till uppgift att förse fortet med förnödenheter och upprätthålla garnisonen på fortet. Dokumentation finns bevarad, som innehåller detaljerad redovisning av fortet ända fram till 1700-talet. Befälhavaren hade även uppdraget att vara borgmästare i San Pedro de Amatique och San Antonio de las Bodegas. Den senare posten var endast en titel, då staden ganska snart övergavs på grund av ständiga slavräder från Mosquito Zambo, vilka lämnade Motaguadeltat och Izabalsjöns stränder i stort sett övergivna, då de invånare som inte flydde togs till fånga och såldes som slavar i den brittiska kronkolonin Jamaica. En folkräkning i oktober 1776 redovisar antalet invånare i San Felipe till 122, samtliga var spanjorer eller hade en blandad bakgrund. 1797 hade garnisonen 36 soldater.

### Byggande
En stad fanns redan på platsen 1604, då det dokumenterades att den förstörts. Fortet byggdes 1644 på order av Diego de Avendaño, sedermera guvernör i Kungariket Guatemala. Vid denna tid var fortet känt som Fuerte Bustamente ("Bustamentes fort") och Torreón de Defensa ("Försvarstornet"). Murarnas utformning ändrades av oidor (höga domaren) Lara y Mogrovejo, vilket kom att göra "de Lara" till en del av fortets namn. Fortet byggdes om 1651 på order av Lara y Mogrovejo. Diego Gómez de Ocampo utformade 1687 ritningar för en ombyggnad i den franska militärarkitekten Sébastien Le Prestre de Vaubans stil, vilken genomfördes 1689. Tre bastioner var i funktion 1697 (Nuestra Señora de Concepción, Nuestra Señora de Regla och kärntornet San Felipe).
Ytterligare befästningar ritades av ingenjör José Sierra och lades till 1797; de omfattar tre Artilleribatterier kända som San Carlos, San Felipe och Santiago. Två kaserner kom också till (Buenavista och Santiago).

## Layout
Fortet består av en halvcirkulär bastion omsluten av två konvergerande yttre murar, som var och en slutar vid ett nästan kvadratiskt torn. Fortet har tre våningsplan. Landvägen till fortet skyddades av en vallgrav med vindbrygga.